# ティム・ボイル
ティム・ボイル（Tim Boyle, 1994年10月3日 - ）は、アメリカ合衆国コネチカット州ハートフォード出身のプロアメリカンフットボール選手。NFLのテネシー・タイタンズに所属している。ポジションはクォーターバック。

## 経歴

### カレッジ
コネチカット大学では2013年に先発4試合を含む5試合に出場し、パス133回中59回成功、621ヤードを獲得した。1年次のQBが同大学で先発したのは2003年のダン・オーロフスキー以来であった。2014年は9試合に出場、シーズン最後の3試合で先発出場し、パス82回中43回成功、335ヤード、1タッチダウンをあげた。2015年シーズン、11試合に出場し、クォーターバックとしても5試合に出場したが先発したのはシーズン最終週のテンプル大学戦のみであった。
東ケンタッキー大学に転校した彼は2016年はレッドシャツとして過ごし、公式戦の出場はなかった。2017年に11試合に先発出場し、パス327回中201回成功、2,134ヤードを獲得、11タッチダウン、13インターセプトの成績を残した。

### グリーンベイ・パッカーズ
2018年5月4日、ドラフト外フリーエージェントでグリーンベイ・パッカーズと契約を結んだ。プレシーズンゲームでの控えQB争いを経て開幕ロースターに残った彼は、アーロン・ロジャース、デショーン・カイザーに次ぐ第3QBとしてシーズンを迎え、2018年のレギュラーシーズンは出番がなかった。
2019年10月20日のオークランド・レイダース戦で初出場した。この試合は終盤大差がつき、彼のプレーはニーダウン3回のみであった。11月24日のサンフランシスコ・フォーティナイナーズ戦でパス4回を投げて3回成功15ヤードを獲得した。
2020年シーズン終了後、制限付きフリーエージェントとなった。パッカーズからはテンダーオファーがなく、無制限フリーエージェントとなった。
パッカーズでは先発5試合を含む22試合に出場した。

### デトロイト・ライオンズ
2021年3月22日、デトロイト・ライオンズと1年契約を結んだ。同年9月2日、故障者リスト入りし、11月20日にアクティブロースターに昇格した。負傷したジャレッド・ゴフの代役として第11週のクリーブランド・ブラウンズ戦で初先発を果たした。この試合でパス23回中15回成功、77ヤードを獲得、2インターセプトを喫し、チームは10-13で敗れた。第16週のアトランタ・ファルコンズ戦でも新型コロナウィルス陽性となったゴフの代わりに先発しパス34回中24回成功、187ヤード、1タッチダウンをあげたが残り1分を切ったところでインターセプトを喫し、チームは16-20で敗れた。第17週のシアトル・シーホークス戦では262ヤードを獲得、2タッチダウン、3インターセプトでチームは29-51で敗れた。
2022年3月22日、ライオンズと1年の延長契約を結んだ。同年8月30日に解雇された。その後、プラクティス・スクワッド契約を結んだ。

### シカゴ・ベアーズ
2022年11月30日、シカゴ・ベアーズと契約を結んだ。ベアーズでは1試合13スナップのみプレーした。

### ニューヨーク・ジェッツ
2023年4月6日、ニューヨーク・ジェッツと契約を結んだ。同年8月29日に最終ロースターカットで解雇された。その後プラクティス・スクワッド契約を結んだ。9月16日にアクティブロースターに昇格した。ジェッツは第1週の試合でエースQBのアーロン・ロジャースがアキレス腱を断裂してシーズン絶望となり、彼はザック・ウィルソンに次ぐ第2QBとなった。11月19日のバッファロー・ビルズ戦の第3Q終盤にザック・ウィルソンに代わって出場、パス14回中7回成功、33ヤード、1インターセプトの成績を残した。翌日ジェッツは第12週のマイアミ・ドルフィンズにボイルが先発出場することを発表した。その試合で彼はパス38回中27回成功、179ヤード、1タッチダウン、2インターセプトの成績でチームは13-34で敗れた。インターセプトのうち1回はジェボン・ホーランドの99ヤードのインターセプトリターンタッチダウンにつながった。第13週のアトランタ・ファルコンズ戦でも先発したが第4Qにトレバー・シーミアンと交代させられた。12月5日にジェッツからリリースされた。先発した2試合での彼の成績はパス63回中41回成功、327ヤードを獲得、1タッチダウン、3インターセプトであった。

### ヒューストン・テキサンズ
2023年12月19日、ヒューストン・テキサンズとプラクティス・スクワッド契約を結んだ。2024年1月22日にフューチャー契約を結んだが同年8月27日にリリースされた。

### マイアミ・ドルフィンズ
2024年8月29日、マイアミ・ドルフィンズとプラクティス・スクワッド契約を結んだ。9月21日にエースＱＢのトゥア・タゴヴァイロアが負傷したためアクティブロースターに昇格した。第3週のシアトル・シーホークス戦の後半に肋骨を負傷したスカイラー・トンプソンに代わって途中交代で出場した。10月4日にリリースされた後、プラクティス・スクワッド契約を結んだ。10月19日にアクティブロースターに昇格、第7週のインディアナポリス・コルツ戦では肩を負傷したタイラー・ハントリーに代わって途中交代で出場した。2試合合計でパス26回中15回成功（成功率57.7%）、153ヤードを獲得した。10月26日にリリースされた。

### ニューヨーク・ジャイアンツ
2024年11月19日、ニューヨーク・ジャイアンツとプラクティス・スクワッド契約を結び、4日後にアクティブロースターに昇格した。

### テネシー・タイタンズ
2025年3月26日、テネシー・タイタンズと1年契約を結んだ。